# Гостиница для паломников (Нежин)
Гостиница для паломников — памятник архитектуры местного значения в Нежине. 

## История
Изначально был внесён в «список памятников архитектуры вновь выявленных» под названием Гостиница для паломников Благовещенского мужского монастыря. 
Приказом Министерства культуры и туризма от 21.12.2012 № 1566 присвоен статус памятник архитектуры местного значения с охранным № 10032-Чр под названием Гостиница для паломников.

## Описание
Входит в комплекс Благовещенского монастыря. Дом построен в конце 18 века. Одноэтажный, каменный, прямоугольный в плане дом, с четырёхскатной крышей.